# Paràmetres Thiele/Small

Secció transversal d'un altaveu de con dinàmic.

Els paràmetres Thiele/Small (paràmetres T/S abreujats habitualment o TSP) són un conjunt de paràmetres electromecànics que defineixen el rendiment de baixa freqüència especificat d'un controlador d'altaveus. Aquests paràmetres es publiquen en fulls d'especificacions pels fabricants de controladors perquè els dissenyadors tinguin una guia per seleccionar controladors disponibles per als dissenys d'altaveus. Utilitzant aquests paràmetres, un dissenyador d'altaveus pot simular la posició, la velocitat i l'acceleració del diafragma, la impedància d'entrada i la sortida del so d'un sistema que inclou un altaveu i un recinte. Molts dels paràmetres es defineixen estrictament només a la freqüència de ressonància, però l'enfocament és generalment aplicable en el rang de freqüències on el moviment del diafragma és en gran manera pistònic, és a dir, quan tot el con es mou cap a dins i fora com una unitat sense trencament del con.
En lloc de comprar components comercials, els enginyers de disseny d'altaveus sovint defineixen el rendiment desitjat i treballen cap enrere a un conjunt de paràmetres i fabriquen un controlador amb aquestes característiques o el demanen a un fabricant de controladors. Aquest procés de generació de paràmetres a partir d'una resposta objectiu es coneix com a síntesi. Els paràmetres Thiele/Small reben el nom d'A. Neville Thiele de l'Australian Broadcasting Commission i Richard H. Small de la Universitat de Sydney, que van ser pioners en aquesta línia d'anàlisi per a altaveus. Un ús comú dels paràmetres Thiele/Small és el disseny dee sistemes de megafonia i caixes d'altaveus d'alta fidelitat; els càlculs TSP indiquen als professionals del disseny d'altaveus quina mida haurà de ser un gabinet d'altaveus i quina mida i quina llargària hauria de ser el port bass reflex (si s'utilitza).

## Paràmetres fonamentals
Aquests són els paràmetres físics d'un controlador d'altaveus, mesurats a nivells de senyal petits, utilitzats en els models de circuit elèctric equivalent. Alguns d'aquests valors no són ni fàcils ni convenients de mesurar en un controlador d'altaveus acabat, de manera que quan es dissenyen altaveus amb unitats d'accionament existents (que gairebé sempre és el cas), els paràmetres més fàcils de mesurar enumerats a Paràmetres de senyal petit són més pràctics.
- {\displaystyle S_{\rm {d}}} – Àrea equivalent del pistó del diafragma conductor, en metres quadrats.
- {\displaystyle M_{\rm {ms}}} – Massa del diafragma del conductor i del conjunt de la bobina, inclosa la càrrega acústica, en quilograms. La massa del diafragma del conductor i el conjunt de la bobina de veu només es coneix com a {\displaystyle M_{\rm {md}}} .
- {\displaystyle C_{\rm {ms}}} – Compliment de la suspensió del conductor, en metres per newton (el recíproc de la seva 'rigidesa').
- {\displaystyle R_{\rm {ms}}} – La resistència mecànica de la suspensió del conductor (és a dir, 'pèrdua'), en N·s/m.
- {\displaystyle L_{\rm {e}}} – Inductància de la bobina de veu, en henries (H) (normalment es mesura a 1 kHz per als woofers).
- {\displaystyle R_{\rm {e}}} – Resistència DC de la bobina de veu, en ohms.
- {\displaystyle Bl} – El producte de la densitat de flux magnètic a la bretxa de la bobina de veu i la longitud del cable en el camp magnètic, en teslametres (T·m).[4]

## Paràmetres de senyal petits
Aquests valors es poden determinar mesurant la impedància d'entrada del controlador, prop de la freqüència de ressonància, a nivells d'entrada petits per als quals el comportament mecànic del controlador és efectivament lineal (és a dir, proporcional a la seva entrada). Aquests valors es mesuren més fàcilment que els fonamentals anteriors. Els petits paràmetres del senyal són:
{\displaystyle f_{\rm {s}}} – Freqüència de ressonància del conductor
{\displaystyle Q_{\rm {es}}} – Conductor {\displaystyle Q} a les {\displaystyle f_{\rm {s}}} tenint en compte la resistència elèctrica {\displaystyle R_{\rm {e}}} només
{\displaystyle Q_{\rm {ms}}} – Conductor {\displaystyle Q} a les {\displaystyle f_{\rm {s}}} tenint en compte només les pèrdues no elèctriques del conductor
{\displaystyle Q_{\rm {ts}}} – Conductor total {\displaystyle Q} a les {\displaystyle f_{\rm {s}}} resultant de totes les resistències del conductor
{\displaystyle V_{\rm {as}}} – Volum d'aire amb la mateixa conformitat acústica que la suspensió del conductor